# قشلاق نعمو
قشلاق نعمو هي قرية في مقاطعة ماكو، إيران. يقدر عدد سكانها بـ 44 نسمة بحسب إحصاء 2016.